# Hidehiko Shimizu
Hidehiko Shimizu (清水 秀彦, Shimizu Hidehiko) est un footballeur japonais né le 4 novembre 1954.

## Palmarès de joueur
- Vice-champion du Japon en 1983 et 1984
- Vainqueur de la Coupe du Japon en 1983, 1985 et 1988
- Vainqueur de la Coupe de la Ligue japonaise en 1988
- Finaliste de la Coupe de la Ligue japonaise en 1983, 1985 et 1986